# Tabakkentatyr
Tabakkentatyr är ett högland i Kazakstan.   Det ligger i oblystet Qaraghandy, i den östra delen av landet, 600 km sydost om huvudstaden Astana.